# 萨拉·库尔蒂斯
萨拉·库尔蒂斯（義大利語：Sara Curtis，2006年8月19日—），意大利女子游泳运动员，2022年世界青年锦标赛女子50米自由泳、女子4×100米混合泳接力、混合4×100米混合泳接力银牌得主和女子50米仰泳铜牌得主、2024年世界短池锦标赛混合4×50米自由泳接力金牌得主。